# José de Espronceda
José Ignacio Javier Oriol Encarnación de Espronceda y Delgado (25 de março de 1808 — 23 de maio de 1842) foi um poeta romântico espanhol, um dos autores mais representativos do século XIX.

## Carreira
Espronceda é um poeta do desespero e do entusiasmo, muitas vezes enigmático e patético, mas por outro lado caracteriza-se por uma grande musicalidade e imaginação. Ele protestou violentamente contra a sociedade conservadora e, portanto, muitas vezes deu voz a estranhos como o pirata, o mendigo, o carrasco etc. em seus poemas. Seus protagonistas se rebelam contra a sociedade e as convenções, ele cultiva um individualismo anárquico à la Byron. Espronceda foi um pioneiro da literatura comprometida (ver seus trabalhos jornalísticos, em particular o famoso artigo "Libertad, Igualdad, Fraternidad" de 1835). Fundou o jornal El Siglo, que foi vítima da censura espanhola após apenas 14 edições: a famosa última edição consistia apenas em títulos e espaços em branco.